# ジョン・ラボック (第3代準男爵)
第3代準男爵 サー・ジョン・ウィリアム・ラボック（英: Sir John William Lubbock, 3rd Baronet、1803年3月26日 - 1865年6月21日）は、イギリス出身の銀行家、法廷弁護士、数学者および天文学者。

## 生涯
ラボック銀行会社の第2代準男爵ジョン・ラボックの息子としてウェストミンスター地区で生まれる。イートン・カレッジとケンブリッジ大学トリニティ・カレッジで教育を受け、1825年に卒業した。同年、父親が経営する銀行の共同経営者となる。
1828年に王立天文学会フェロー、1829年に王立協会フェローとなった彼は「ピエール＝シモン・ラプラスの確率論を採用した英国数学者の第一人者」と呼ばれるようになる。1829年に有用知識普及協会に入会し、王立学会の会計係（1830年-1835年、1838年-1845年）と副会長（1830年-1835年、1836年-1837年、1838年-1846年）をそれぞれ務める。

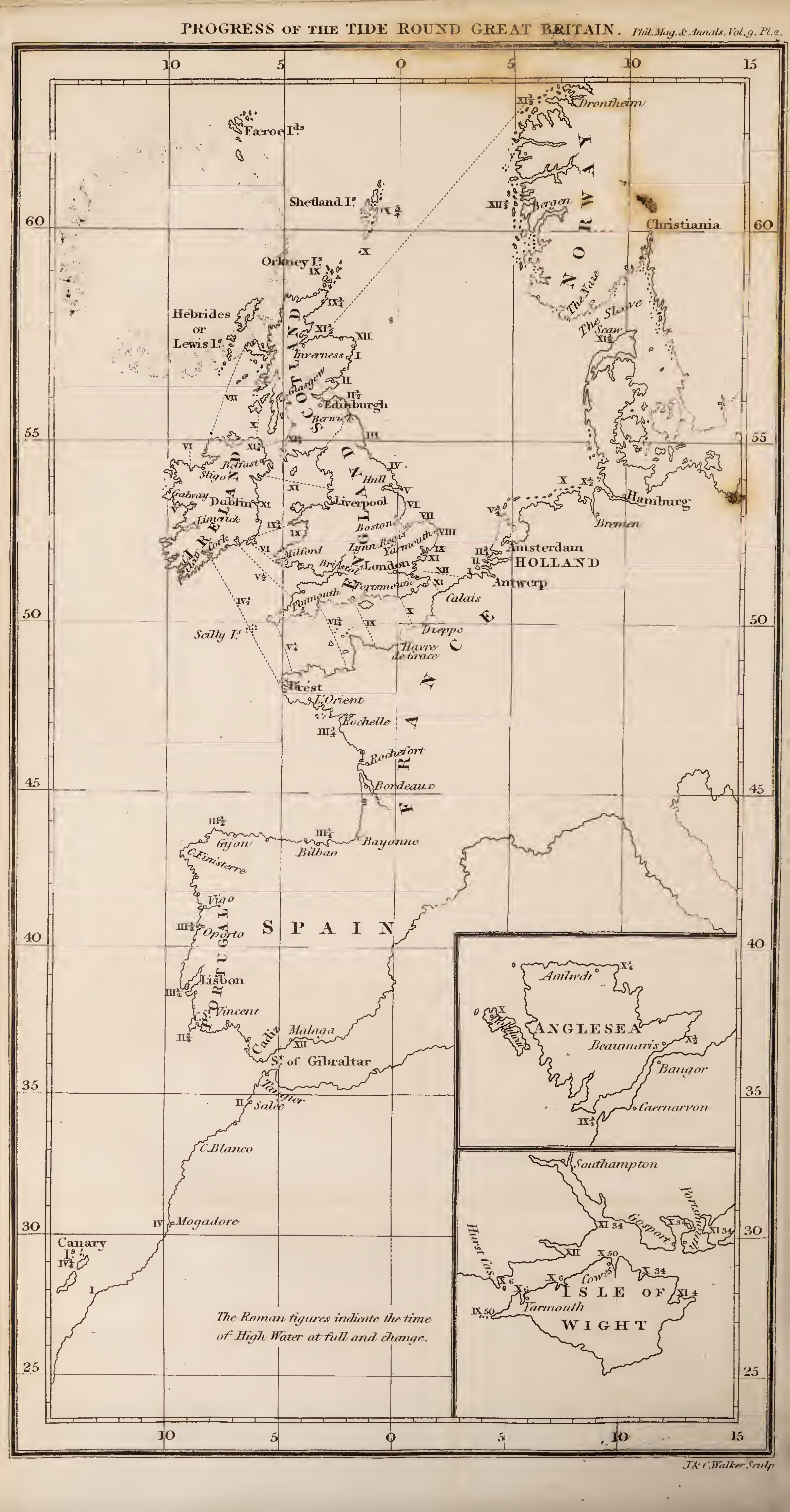
等潮時線が示されているグレートブリテン島周辺の潮汐地図

1830年代に潮汐の重要な研究を行う。満潮が同時に起こる連結地点を証明する線を最初に地図に示した一人であり、等潮時線という専門用語を造り出した。1834年、これらの研究が評価されてロイヤル・メダルが授与された。
1837年から1842年までロンドン大学副総長を務め、のちに長男の第4代エイヴベリー準男爵ジョン・ラボックが就任することになる。1900年に長男のジョン・ラボックはエイヴベリー男爵家を創設した。1852年、ケント州知事に任命される。
ラボック社の代表となり、1840年にほぼ引退状態にあったが、1860年にロバーツ・ラボック社を創立する合併を監督した。

## ハイ・エルムズ
イングランドのケント州ダウネ村近くのハイ・エルムズ地方公園にある自宅の大改築を行った。彼の資産は村の反対側にある土地で、1842年にチャールズ・ダーウィンとエマ・ダーウィンが家探しをしている時であった。ダーウィンは妹にダウンハウスについて話し、ラボックが3,000エーカー (12 km2)の土地を所有していて、近くに大邸宅を建設中であると指摘していた。さらに「私は彼がとても無口で人見知りで自尊心が強くて洗練された人物であると信じている。だからこそ彼は逮捕されることもなく、決して我々に敬意を表することもなかろう」とダーウィンは言ったという。ジョン・ウィリアム・ラボックはこの知らせが届くと自宅に戻り、その報せが何であるかをすぐには公開せずに、何か重要な報せであることを暗示した。息子のジョンはこの報せが所有しているポニーの発表ではないかと思いを巡らしていたが、ただチャールズ・ダーウィンがもうすぐダウンハウスの近くに住むことになったというだけだと知って、最初は失望したという。一家は仲が良かった上に、若き日のジョン・ラボックはダウンハウスを頻繁に訪れ、ダーウィンと親友になった。1846年、ラボックはダーウィンにダウンハウス近くの土地を貸借した上に、森林地帯として整備してダーウィンの散策路となるサンドウォークを設計した。

## 家族
1833年にハリエット・ホタムと結婚し、11人の子供をもうけた。
長男のジョンは科学者および銀行家であり、のちにエイヴベリー男爵の爵位を与えられた。
末子のエドガーは1872年にワンダラーズFC所属、1879年にオールド・エトニアンズFC所属の選手としてFAカップに優勝した。またエドガーはケント州クリケットクラブ所属のクリケット選手でもあった。
もう一人の息子であるアルフレッドはオールド・エトニアンズのメンバーとして1875年のFAカップ決勝に出場し、ケント州クリケットクラブの選手でもある。もう一人の息子であるネヴィルも同様であった。孫に作家のバジル・ラボックがいる。